# Wielokrotna akredytacja
Wielokrotna akredytacja – w terminologii prawa międzynarodowego i dyplomacji określamy tak sytuację, gdy jeden szef misji dyplomatycznej (najczęściej ambasador) jest akredytowany w więcej niż jednym państwie przyjmującym. Rozwiązanie takie stosują często państwa o słabo rozwiniętej służbie dyplomatycznej. Używa się go również w relacjach między państwami znacznie od siebie oddalonymi i utrzymującymi kontakty przede wszystkim o charakterze kurtuazyjnym. Przykładem może być Ambasada RP w Nairobi, która oprócz goszczącej ją Kenii obsługuje jeszcze sześć innych państw z regionu Afryki Wschodniej. Na wielokrotną akredytację muszą wyrazić zgodę wszystkie objęte nią państwa (tzn. np. państwo A może zgodzić się na bycie obsługiwanym przez ambasadę państwa X w państwie B, ale jednocześnie może zastrzec, iż ta sama ambasada nie może obsługiwać równocześnie państwa C).